# Transporte Aéreo Militar (Bolivia)
TAMep Bolivia, Transporte Aéreo Militar Empresa Pública antes denominada como Transporte Aéreo Militar y denominada informalmente como TAM-FAB o simplemente TAM, (IATA: -, OACI: EPT, indicativo: TAMEP) es una aerolínea boliviana de bajo costo económico dedicada al transporte de pasajeros propiedad del estado boliviano que opera bajo la dependencia orgánica y administrativa de la Fuerza Aérea Boliviana (FAB) y está bajo la tutela del Ministerio de Defensa. Su transformación en empresa pública se formalizó mediante el Decreto Supremo N.º 3025 del 14 de diciembre de 2016  , y fue ratificada por la Ley N.º 900 del 8 de febrero de 2017.
Fundada originalmente en 1945, cesó temporalmente sus operaciones comerciales en 2019, la empresa volvió a tener funciones a partir del 31 de mayo de 2024 operando con un Avro RJ70 como única aeronave para sus viajes.

## Historia
Al llegar a Bolivia los aviones C-47 el 15 de junio de 1945, comenzó a operar el Escuadrón de Transporte Aéreo (posterior TAM), con personal entrenado en Panamá. A partir de 1955 se podría decir que el Escuadrón de Transportes Aéreos ETA renace como TAM.

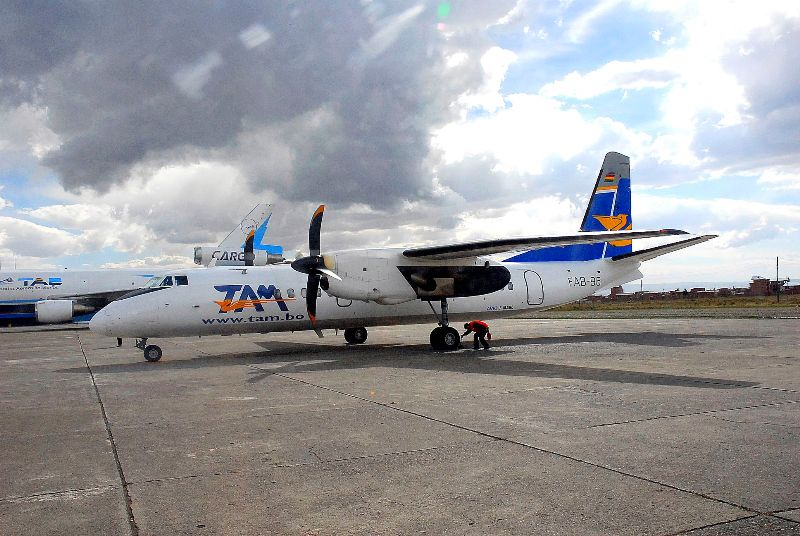
Un Xian MA60 de TAM (FAB-96) fotografiado en septiembre de 2008

En esta aerolínea han estado en servicio diversas aeronaves consideradas históricas en muchos países del mundo, tales como los Douglas DC-4 y DC-6B, Lockheed L-188 Electra, Fokker F-27, Convair CV-440 y CV-580 además de los versátiles C-130 Hercules, IAI 201 Arava y CASA 212, estos últimos utilizados en pistas poco preparadas.

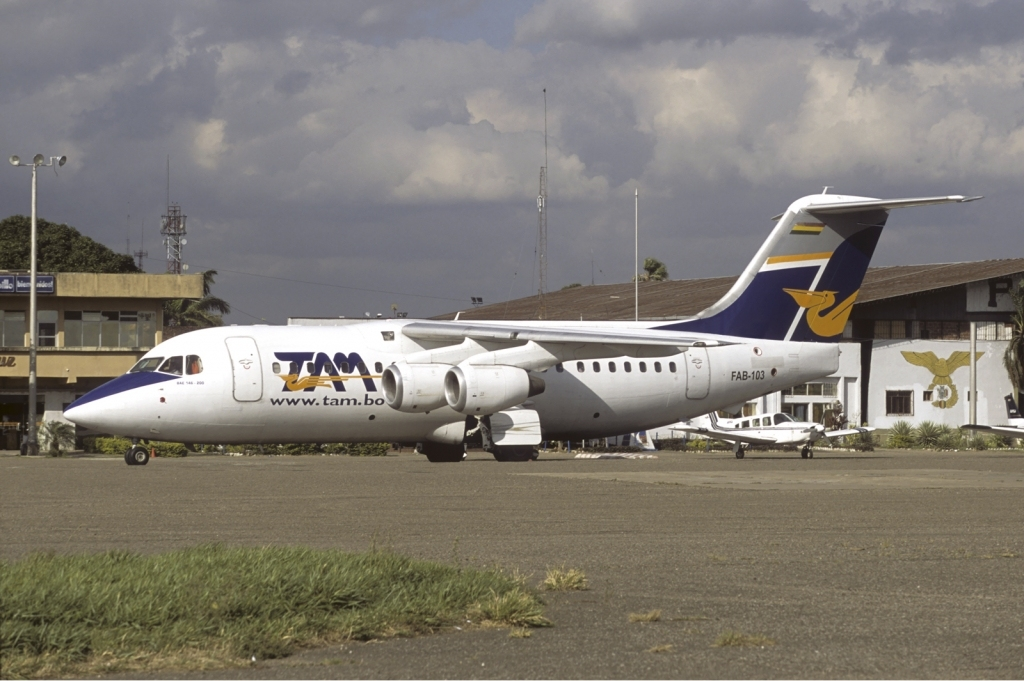
Un BAe 146-200 de TAM (FAB-106) fotografiado en junio de 2010

La renovación de la flota de Transporte Aéreo Militar comenzó a principios del año 2006 con la adquisición de un Canadair CL-66B (CP-2388, que contaba con 46 años cuando fue recibido) mediante leasing operativo. Esta aeronave reportó ganancias de un millón de dólares, dinero con el cual se pudo arrendar los primeros dos BAe 146-200 mediante leasing financiero a mediados del año 2007. Posteriormente otras dos aeronaves BAe 146-200A (de 95 pasajeros) fueron incorporadas durante el año 2009, a la fecha todas estas aeronaves pertenecen a la Fuerza Aérea Boliviana. Durante el año 2009, se firmó un contrato de vuelos compartidos (similar a un wet lease) con el Lloyd Aéreo Boliviano, por el cual el LAB puso un Boeing 727-200 a disposición de Transporte Aéreo Militar para cubrir las operaciones por alta demanda, este contrato concluyó en diciembre del año 2012.

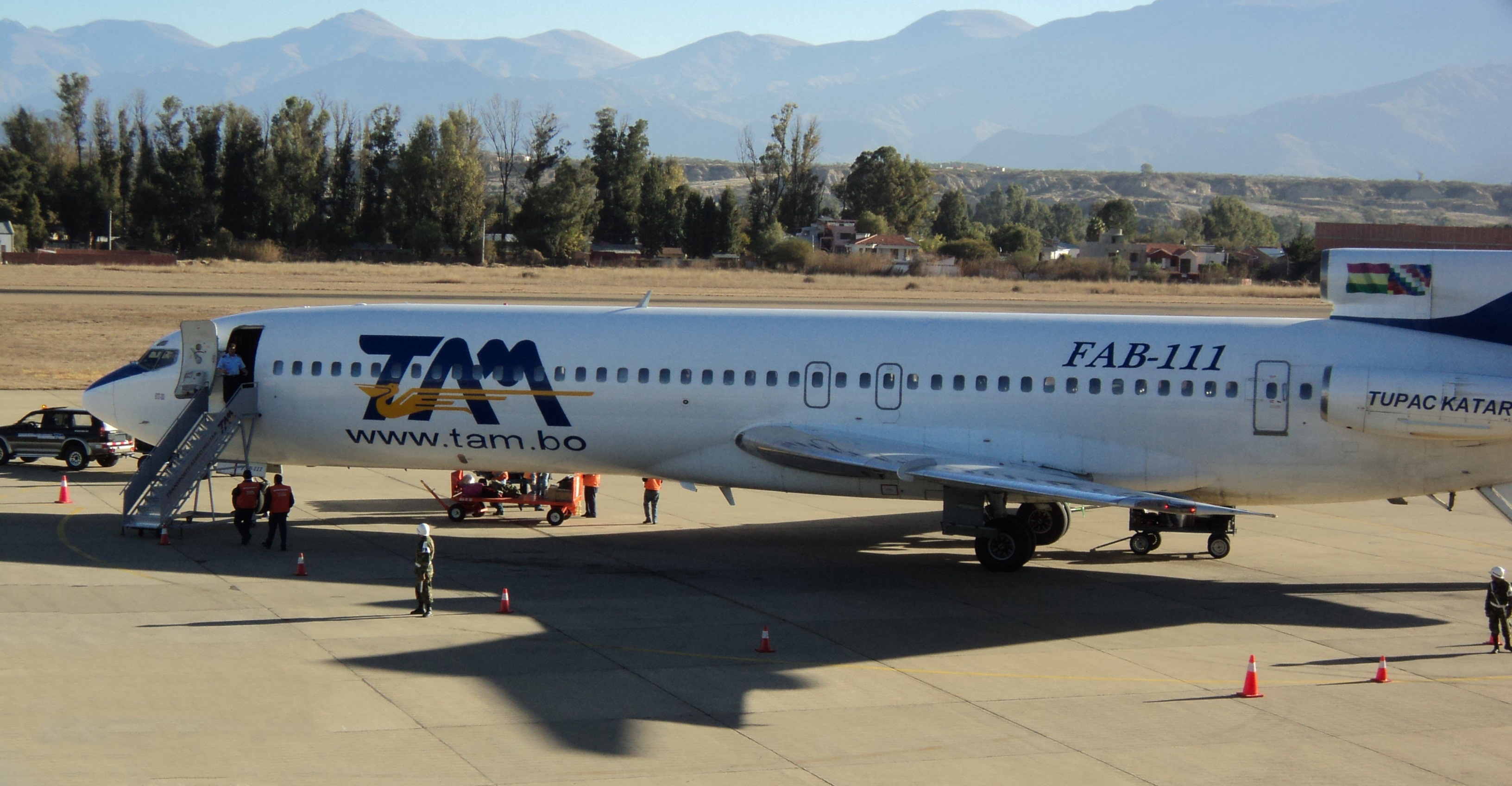
Avión Boeing 727-200 del TAM en el Aeropuerto Oriel Lea Plaza, Tarija

A partir del año 2011, Transporte Aéreo Militar incorpora un Boeing 727-200 perteneciente a la ex línea aérea boliviana Aerolíneas Sudamericanas (FAB-111), además que también se suman 6 Boeing 737-200, retirados de la línea aérea chilena Sky Airline (FAB-112, -113, -114, -116, -117, y -118), y 1 Boeing 737-300 ex-United Airlines (FAB-115). Para el 2019 la totalidad de estas aeronaves están retiradas, siendo incorporado un Avro RJ-70, el primero con registro civil. Se preveía incorporar al menos una más de estas aeronaves, pero no llegó a materializarse.
La aerolínea intentó reconvertirse, sin éxito, en una aerolínea civil y dejar de ser una rama de la Fuerza Aérea Boliviana (FAB).

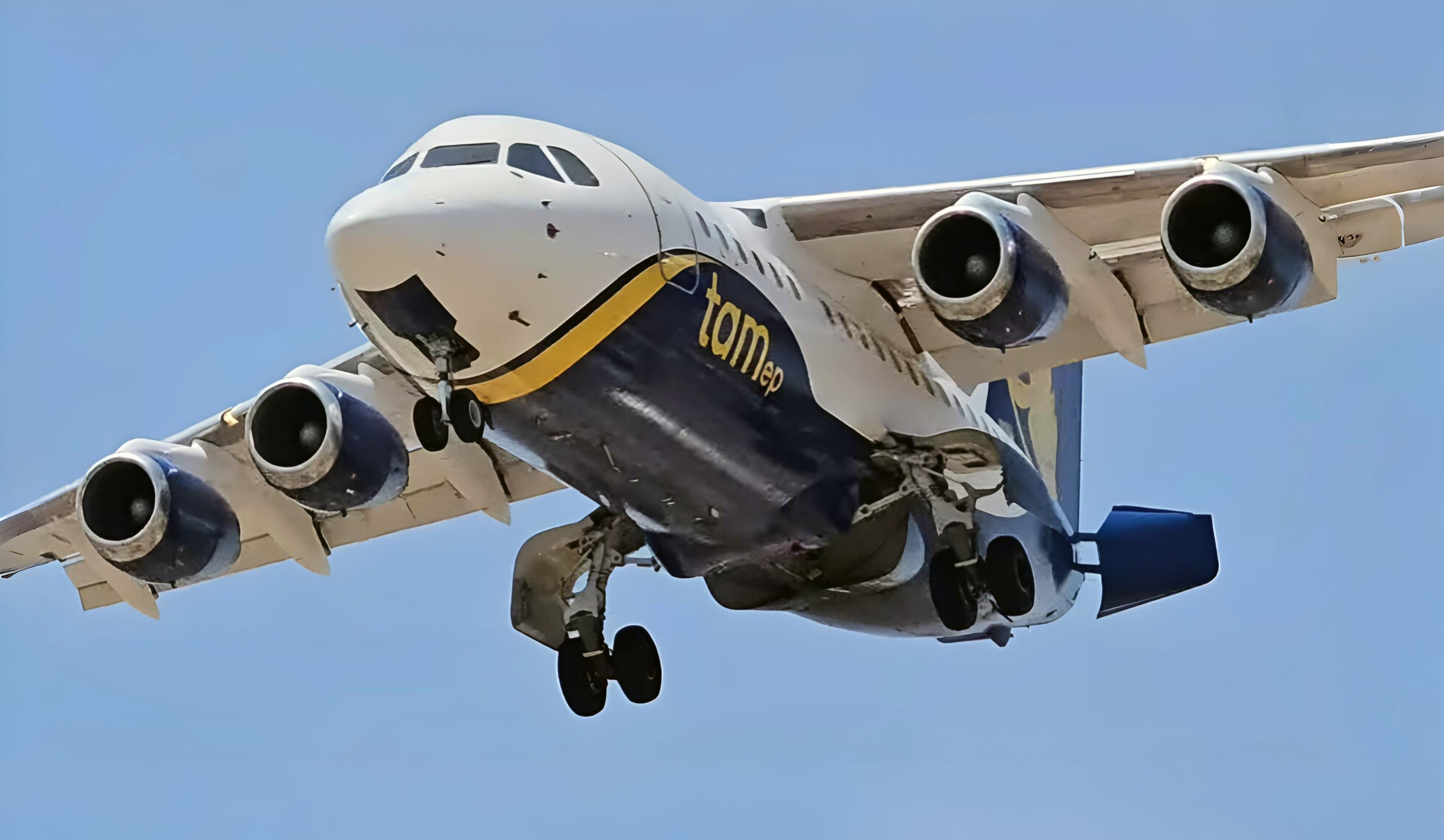
El único Avro RJ70 de TAMep aterrizando en el Aeropuerto Internacional Jorge Wilstermann, Cochabamba en diciembre de 2024

El 31 de mayo de 2024, TAM volvió a iniciar operaciones con el nombre de TAMep, con una única aeronave Avro RJ70 (CP-3106) para llevar adelante sus viajes, aunque desde la gerencia de la firma y desde el Ministerio de Defensa estiman doblar los esfuerzos para adquirir una segunda nave, de modo que los destinos y los horarios puedan también ampliarse.

## Antiguos Destinos
Estos fueron los destinos regulares, y estacionales (dependiendo del requerimiento regional) que tuvo la aerolínea:

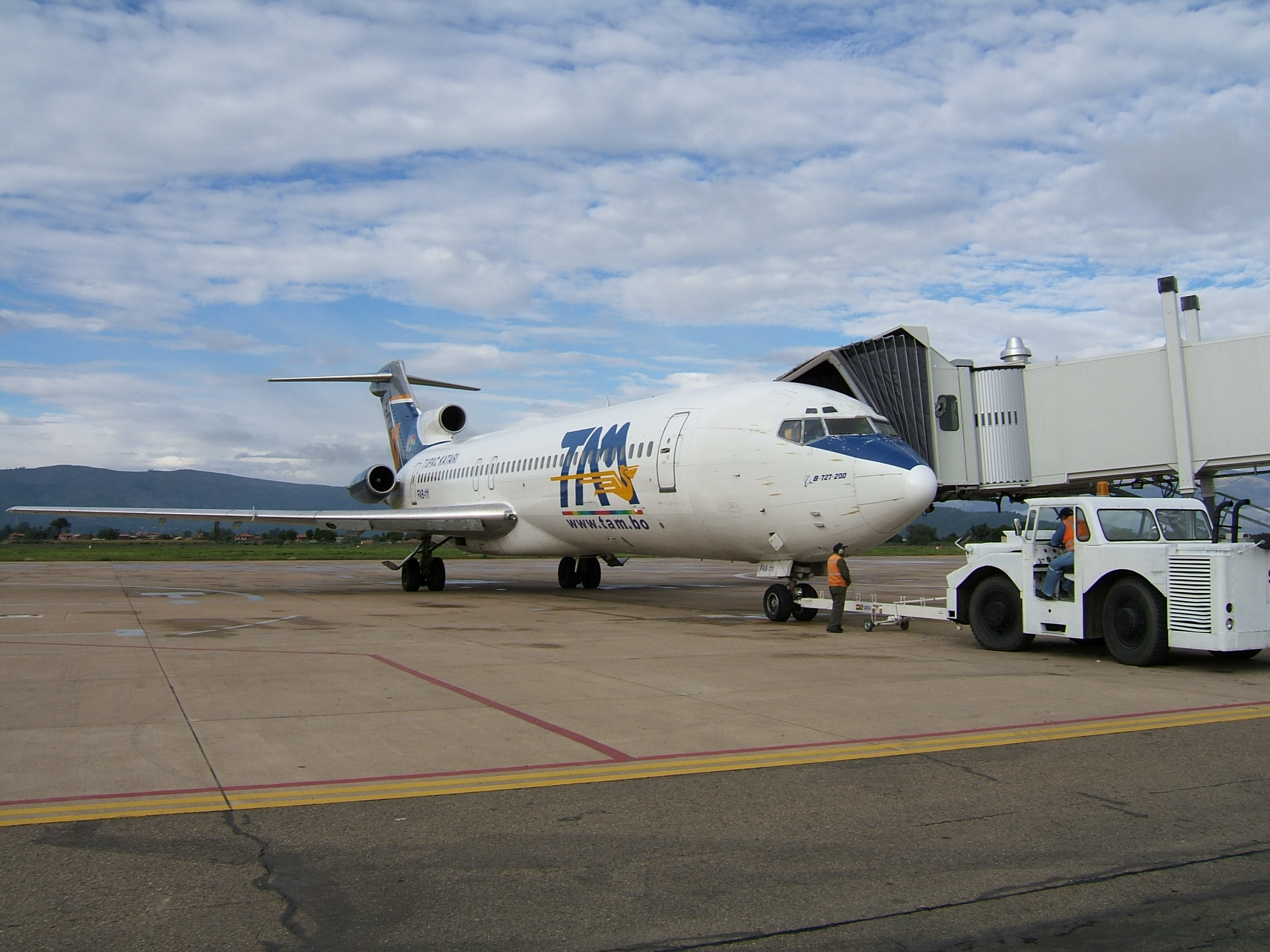
Boeing 727-200 del TAM (Tupac Katari, FAB 111) en el Aeropuerto Internacional Jorge Wilstermann.

| Destinos                | Aeropuertos                                | Notas      |
| ----------------------- | ------------------------------------------ | ---------- |
| Apolo                   | Aeropuerto de Apolo                        | Estacional |
| Baures                  | Aeropuerto de Baures                       | Estacional |
| Bella Vista             | Aeropuerto de Bella Vista                  | Estacional |
| Cobija                  | Aeropuerto Capitán Aníbal Arab             | Regular    |
| Cochabamba              | Aeropuerto Internacional Jorge Wilstermann | Regular    |
| Guayaramerín            | Aeropuerto Capitán de Av. Emilio Beltrán   | Estacional |
| Huacaraje               | Aeropuerto de Huacaraje                    | Estacional |
| Ixiamas                 | Aeropuerto de Ixiamas                      | Estacional |
| La Paz                  | Aeropuerto Internacional El Alto           | HUB        |
| Oruro                   | Aeropuerto Internacional Juan Mendoza      | Regular    |
| Magdalena               | Aeropuerto de Magdalena                    | Estacional |
| Potosí                  | Aeropuerto Capitán Nicolás Rojas           | Regular    |
| Puerto Suárez           | Aeropuerto de Puerto Suárez                | Regular    |
| Riberalta               | Aeropuerto Capitán Av. Selin Zeitun López  | Regular    |
| Rurrenabaque            | Aeropuerto de Rurrenabaque                 | Regular    |
| Tarija                  | Aeropuerto Capitán Oriel Lea Plaza         | Regular    |
| Trinidad                | Aeropuerto Teniente Jorge Henrich Arauz    | HUB        |
| San Borja               | Aeropuerto Capitán Germán Quiroga Guardia  | Regular    |
| San Ramón               | Aeropuerto de San Ramón                    | Estacional |
| Santa Cruz de la Sierra | Aeropuerto Internacional Viru Viru         | HUB        |
| Santa Cruz de la Sierra | Aeropuerto El Trompillo                    | Regular    |
| Sucre                   | Aeropuerto Internacional de Alcantarí      | Regular    |
| Uyuni                   | Aeropuerto Joya Andina                     | Regular    |
| Yacuiba                 | Aeropuerto de Yacuiba                      | Regular    |

## Flota histórica[6]
| Aeronaves                   | Total | Introducido | Retirado |
| --------------------------- | ----- | ----------- | -------- |
| British Aerospace 146       | 7     | 2007        | 2017     |
| Basler BT-67                | 2     | 1991        | 1997     |
| Beechcraft 1900             | 1     | 2018        | 2019     |
| Beechcraft Baron            | 1     | 1971        | 2019     |
| Beechcraft Bonanza          | 7     | 2005        | 2019     |
| Beechcraft King Air         | 10    | 2014        | 2019     |
| Boeing 727-200              | 2     | 2009        | 2014     |
| Boeing 737-200              | 6     | 2012        | 2019     |
| Boeing 737-300              | 1     | 2013        | 2016     |
| British Aeroespace 146      | 6     | 2006        | 2019     |
| British Aerospace Jetstream | 2     | 2013        | 2017     |
| Canadair CL-66              | 1     | 2006        | 2007     |
| CASA C212                   | 6     | 1975        | 2017     |
| Cessna 402                  | 1     | ??          | ??       |
| Convair CV-440              | 13    | 1972        | 1990     |
| Convair CV-580 Metropolitan | 8     | 1971        | 1997     |
| Curtiss C-46 Commando       | 2     | 1964        | 1987     |
| Douglas DC-3/C-47           | 34    | 1945        | 1997     |
| Douglas DC-4/C-54           | 4     | 1945        | 1980     |
| Douglas DC-6                | 2     | 1974        | 1980     |
| Fokker F-27                 | 11    | 1978        | 2017     |
| IAI 201 Arava               | 6     | 1975        | 2018     |
| Learjet 25                  | 2     | 1975        | 2019     |
| Lockheed C-130 Hercules     | 17    | 1988        | 2016     |
| Lockheed L-188 Electra      | 1     | 1973        | 1995     |
| Xian MA60                   | 2     | 2008        | 2018     |

## Flota actual
| Aeronaves | Total | Introducido | Retirado |
| --------- | ----- | ----------- | -------- |
| Avro RJ70 | 1     | 2019        | en ruta  |

## Destinos actuales
El 31 de mayo de 2024, TAMep volvió a iniciar sus operaciones con los siguientes destinos:

### Destinos nacionales
| Destino                             | Aeropuerto                                 | Desde | Desde | Desde | Desde | Desde |
| Destino                             | Aeropuerto                                 | CBB   | LPB   | VVI   | TJA   | CIJ   |
| ----------------------------------- | ------------------------------------------ | ----- | ----- | ----- | ----- | ----- |
| Cobija, Pando                       | Aeropuerto Capitán Aníbal Arab             | X     | X     | X     |       |       |
| Cochabamba, Cochabamba              | Aeropuerto Internacional Jorge Wilstermann |       | X     | X     | X     | X     |
| La Paz, La Paz                      | Aeropuerto Internacional El Alto           | X     |       | X     |       | X     |
| Santa Cruz de la Sierra, Santa Cruz | Aeropuerto Internacional Viru Viru         | X     | X     |       |       | X     |
| Tarija, Tarija                      | Aeropuerto Capitán Oriel Lea Plaza         | X     |       |       |       |       |

### Futuros destinos nacionales
| Destino            | Aeropuerto                                | Desde     |
| ------------------ | ----------------------------------------- | --------- |
| Guayaramerin, Beni | Aeropuerto Capitán de Av. Emilio Beltrán  | A definir |
| Riberalta, Beni    | Aeropuerto Capitán Av. Selin Zeitun López | A definir |
| Rurrenabaque, Beni | Aeropuerto de Rurrenabaque                | A definir |
| Sucre Chuquisaca   | Aeropuerto Internacional de Alcantarí     | A definir |
| Trinidad Beni      | Aeropuerto Teniente Jorge Henrich Arauz   | A definir |

### Destinos internacionales
| Ciudad                                              | Aeropuerto | Desde |
| --------------------------------------------------- | ---------- | ----- |
| Actualmente, TAMep no opera vuelos internacionales. |            |       |

## Accidentes e incidentes
- El 21 de enero de 1950, el Douglas C-47, matrícula TAM-10, se estrelló debido al mal tiempo mientras volaba hacia Cochabamba. Treinta y dos personas a bordo fallecieron, incluyendo una mujer en tierra.[7]
- El 21 de enero de 1958, un Douglas DC-3, matrícula TAM-04, se estrelló contra las montañas durante un vuelo de Tipuani a La Paz. Los 11 ocupantes a bordo fallecieron.[8]
- El 15 de octubre de 1958, un Douglas C-47A-DL que estaba registrado como TAM-03, se estrelló contra una montaña durante un vuelo de Fortín Campero a Tarija. Murieron 20 personas.[9]
- El 4 de julio de 1966, el Douglas C-47 matriculado TAM-07, se estrelló en el río Orthon mientras volaba desde Riberalta a Cobija. Trece personas fallecieron.[10]
- El 17 de febrero de 1971, un Curtiss C-46A-30-CU Commando, matrícula TAM-60, en vuelo desde La Paz a San Borja, impactó el Cerro Cunatincuta, 13 minutos después del despegue. Las 12 personas a bordo fallecieron.[11]
- El 10 de enero de 1974, un Douglas DC-4, TAM-52, desapareció durante un vuelo de Santa Rosa a La Paz. El último informe de su posición fue a las 16:48 a la vera de Coroico. Los restos se encontraron 26 años después en la ladera del Monte Mik'aya. Los 24 ocupantes a bordo fallecieron[12]
- El 27 de octubre de 1975, un Convair CV-440-12, matrícula TAM-44, que transportaba oficiales militares de la Fuerza Aérea Boliviana con sus esposas e hijos, se estrelló en el Cerro Colorado, al noreste de La Paz. Los 67 ocupantes a bordo fallecieron, siendo el accidente más mortal de la aerolínea en su historia. Se cree que la aeronave falló al ascender las montañas debido a la sobrecarga.[13]
- El 2 de marzo de 1976, un helicóptero militar IAI Arava 201 se estrelló en una selva al sureste de Bolivia. Los restos se encontraron dos días después. Diecinueve personas fallecieron, pero se encontraron dos supervivientes.[14]
- El 16 de abril de 2006, un Fokker F-27 Friendship 400M, matrícula FAB-91, excursionó la pista del Aeropuerto de Guayaramerín, causando daños considerables en el tren de aterrizaje y las alas. Una mujer de 80 años falleció de un infarto pocas horas después del accidente.[15]

## Premios y reconocimientos

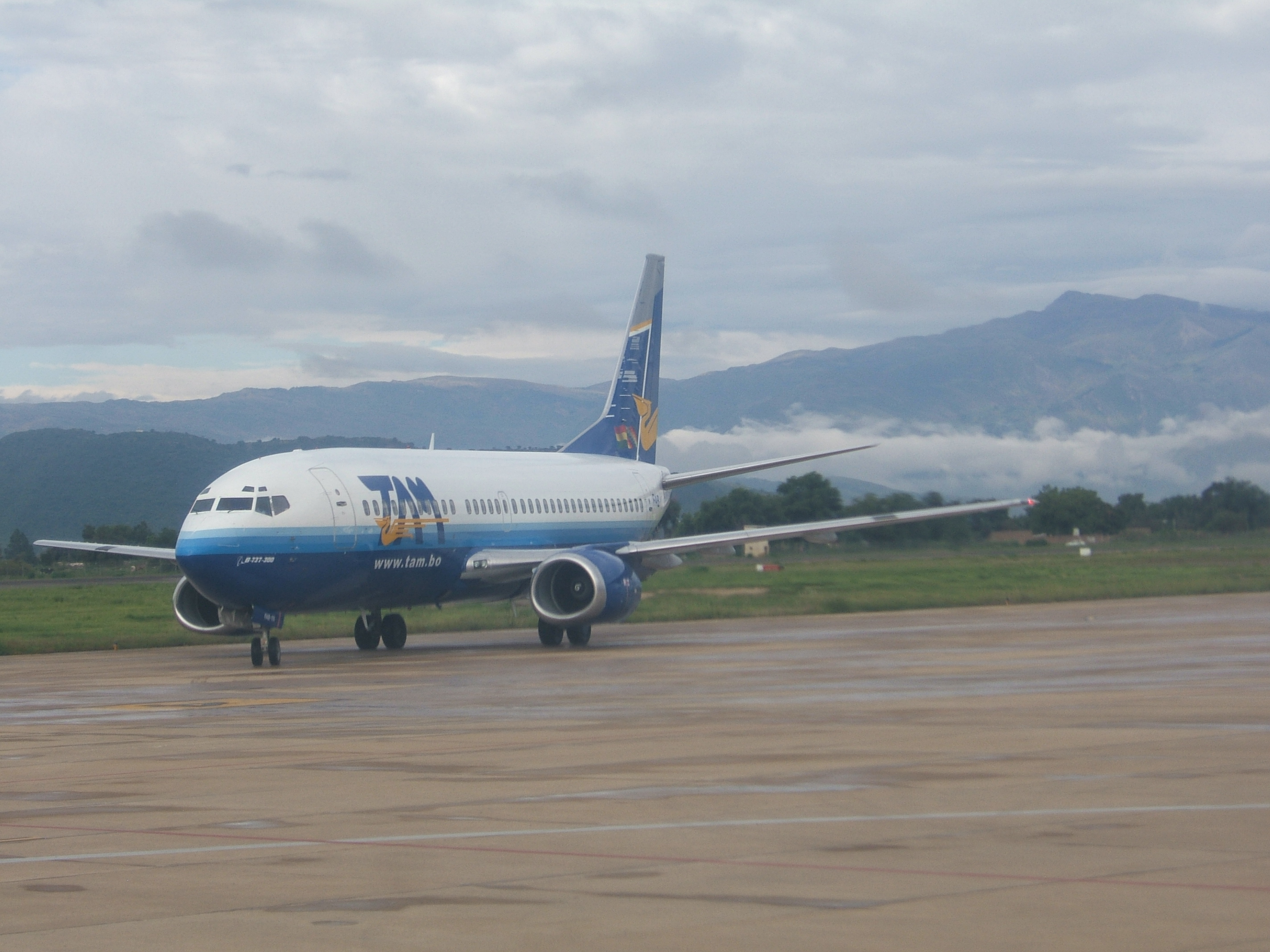
En el Aeropuerto Internacional Jorge Wilstermann, un Boeing 737-300 del TAM (FAB 115)

- Premio Paul Harris del Rotary Club Boliviano "Chuquiago Marka" 2009. a la excelencia empresarial
- Premio Paul Harris del Rotary Club Boliviano "Chuquiago Marka" 2010.
- Galardón Andino a la Excelencia.
- Premio a la Excelencia empresarial.
- Galardón Internacional a la Excelencia.
- Premio de Seguridad de Vuelo, otorgado por el Comando de la FAB, de 1961 a 1965.
- IPPE-GLOBALCOM.
- Trofeo Internacional de Turismo, Hostelería y Gastronomía (Madrid-España) como la empresa más destacada en el campo del Turismo.

## Véase también

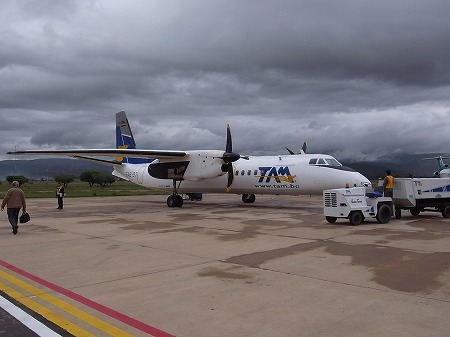
Xian MA60 del TAM en Cochabamba, Bolivia